# Sébilien
 (avril 2012).
Le Sébilien est une culture préhistorique de l'Égypte.
Des mutations technologiques importantes s’opèrent entre 15000 et 10000 av. J.-C. Les conditions géo-climatiques nouvelles ont eu pour conséquence un reflux des africains habitant la partie nord du continent vers le sud. Un genre de vie basé sur l’exploitation des cours d’eau se développe. 
Le Sébilien appartient à cette période. Cette culture identifiée à Kom Ombo, en Haute-Égypte, par le préhistorien français Edmond Vignard s’étend de la 2e cataracte jusqu'à Edfou. Des restes osseux de grands animaux sont attestés. Edmond Vignard soulignait les ressemblances typologiques du Sébilien avec les industries capsiennes du Maghreb, cette constatation l'amena à proposer une origine sébilienne du Capsien. La chronologie du Sébilien est aujourd’hui encore controversée (de 15 000 à 11 000 BP) et est le sujet de nombreuses hypothèses et publications universitaires.